# Río Paucerne
Río Paucerne är ett vattendrag i Bolivia.   Det ligger i departementet Santa Cruz, i den nordöstra delen av landet, 700 km nordost om huvudstaden Sucre.
I omgivningarna runt Río Paucerne växer i huvudsak städsegrön lövskog. Trakten runt Río Paucerne är nära nog obefolkad, med mindre än två invånare per kvadratkilometer.